# Bruch (Vohwinkel)
Die Ortslage Bruch im Wohnquartier Vohwinkel-Mitte im Wuppertaler Stadtbezirk Vohwinkel geht auf einen alten Wohnplatz zurück.

## Etymologie
Die Herkunft des Namens geht wohl ursprünglich auf ein sumpfiges Gebiet zurück. Als Gewässer ist hier wohl der Rottscheidter Bach gemeint, der heute verrohrt unterhalb der Kaiserstraße geführt wird.

## Geschichte
Aufgrund des häufig vorkommenden Ortsnamens ist die mögliche urkundlich Ersterwähnung des Ortes vom 20. Februar 1363 unsicher. Eine nächste Erwähnung fand 1472 statt.
1677 wurde aus steuerlichen Gründen ein Vermessungsverzeichnis der Honschaft Sonnborn angefertigt. Dort wird für Bruch eine Fläche von umgerechnet 15 Ha und 75,38 Ar angegeben. Nach 1677 bildeten sich die Absplisse Brucherhäuschen und In der Laien, die erstmals 1830 erwähnt werden, wobei Brucherhäuschen bereits im 18. Jahrhundert als Ziegelei verzeichnet ist. Der Spliss In der Laien ist nach Brucherhäuschen entstanden. Die Katasteraufnahme der Gemarkung Sonnborn gibt 1830 für Bruch nur noch eine Fläche von umgerechnet 6 Ha und 21,3 Ar an. Die Topographia Ducatus Montani (Blatt Das Ambt Metmann) des Erich Philipp Ploennies aus dem Jahre 1715 zeigt einen Einzelhof und verzeichnet ihn als Bruck.
Bruch lag im 19. Jahrhundert in der 1867 von der Bürgermeisterei Haan abgespalteten Gemeinde Sonnborn, die 1888 unter Gebietsabtretungen an die Stadt Elberfeld in Gemeinde Vohwinkel umbenannt wurde. Laut dem Gemeindelexikon des Königreichs Preußen von 1888 besaß Bruch 25 Häuser und 347 Einwohner.
Die Ortslage ist in der zweiten Hälfte des 19. Jahrhunderts ganz in die Wohnbebauung Vohwinkels aufgegangen. Eine Haltestelle der 1901 eröffneten Wuppertaler Schwebebahn befindet sich an der Ortslage und ist als Bruch benannt.
Erhalten als alte Bausubstanz aus dem 17. Jahrhundert ist das Haus Kaiserstraße 49, die ehemalige Gaststätte Dörner. Allerdings wurde das ursprüngliche Obergeschoss des Gebäudes im Zweiten Weltkrieg erheblich beschädigt und nicht wieder aufgebaut. Hier wurde ab 1861 eine Kornbrand-Brennerei betrieben, die Brennerei wurde 1904 mit dem Backsteingebäude Kaiserstraße 55 erweitert. Weitere ältere Häuser sind das Wohnhaus Kaiserstraße 61 und das Wohn- und Geschäftshaus Kaiserstraße 65, beide stammen vermutlich aus dem 19. Jahrhundert.

## Die heutige Straße
Nach dieser Ortslage ist die Brucher Straße, die von der Kaiserstraße westlich der Ortslage nach Süden abzweigt, am 22. Februar 1900 benannt.